# Runge (Texas)
Pour les articles homonymes, voir Runge.
La ville de Runge est située dans le comté de Karnes, dans l’État du Texas, aux États-Unis. Sa population, qui s’élevait à 1 031 habitants lors du recensement de 2010, est estimée à 1 138 habitants en 2018.

## Source
- (en) Cet article est partiellement ou en totalité issu de l’article de Wikipédia en anglais intitulé « Runge, Texas » (voir la liste des auteurs).

1. ↑  (en) « Population and Housing Unit Estimates » (consulté le 18 février 2020)
2. ↑  (en) « Census of Population and Housing », Census.gov (consulté le 4 juin 2015)